# 菲力荷自治市
菲力荷自治市是美國新澤西州蒙茅斯縣的縣治。根據2010年人口普查，本城共有人口12,052人，相對2000年來說上升了1,076人，即上升了9.8%。而2000年的人口相對1990年來說則上升了234人，即上升了2.2%。

## 地理
菲力荷自治市的座標為40°15′37″N 74°16′33″W / 40.260219°N 74.275884°W（40.260219,-74.275884）。根據2000年人口普查，本城面積為1.952平方英里（5.06平方），其中1.950平方英里（5.05平方）為陸地，0.002平方英里（0.01平方）為水域，佔總面積的0.09%。菲力荷自治市市中心的海拔為174英尺（53）。